# Ierland op de Olympische Zomerspelen 1952
Ierland nam deel aan de Olympische Zomerspelen 1952 in Helsinki, Finland. Nadat eerder al goud en brons was gewonnen, werd nu voor het eerst een zilveren medaille gewonnen.

## Medailleoverzicht
| Sport  | Olympiër     | Discipline | Medaille |
| ------ | ------------ | ---------- | -------- |
| Boksen | John McNally | -54kg (m)  | Zilver   |

## Deelnemers en resultaten

### Atletiek
| Olympiër    | Discipline   | Resultaat | Prestatie                                          |
| ----------- | ------------ | --------- | -------------------------------------------------- |
| Paul Dolan  | 100m (m)     | 26e       | serie 2: 3de in 11,12                              |
| Paul Dolan  | 200m (m)     | 22e       | serie 15: 2de in 22,04 kwartfinale 2: 3de in 22,15 |
| Paul Dolan  | 400m (m)     | 26e       | serie 10: 3de in 48,81                             |
| Joseph West | marathon (m) | 49e       | 2:56.22,8                                          |

### Boksen
| Olympiër         | Discipline  | Resultaat | Prestatie |
| ---------------- | ----------- | --------- | --- |
| Andrew Reddy     | -51kg (m)   | 15e       | 1ste ronde: V van ITA Pozzali: 0-3 |
| John McNally     | -54kg (m)   | Zilver    | 1ste ronde: vrij 2de ronde: W van PHI Ortuoste: 3-0 kwartfinale: W van ITA Dall'osso: 3-0 halve finale: W van KOR Kang: 3-0 finale: V van FIN Hämäläinen: 1-2 |
| Thomas Reddy     | -57kg (m)   | 17e       | 1ste ronde: V van YUG Redli: knock-out |
| Kevin Martin     | -60kg (m)   | 9e        | 1ste ronde: W van BEL Van De Keere: 2-1 2de ronde: V van ROU Fiat: 0-3                                                                                        |
| Terence Milligan | -63,5kg (m) | 5e        | 1ste ronde: W van IRI Afsharpour: 3-0 2de ronde: W van NED van Klaveren: 3-0 kwartfinale: V van ITA Visintin: 0-3                                             |
| Peter Crotty     | -67kg (m)   | 17e       | 1ste ronde: V van SWE Gunnarsson: knock-out |
| Willie Duggan    | -75kg (m)   | 12e       | 1ste ronde: V van ROU Tiță: gediskwalificeerd |
| John Lyttle      | +81kg (m)   | 12e       | 1ste ronde: V van FRA Lansiaux: 0-3 |

### Paardensport
| Olympiër                                           | Discipline  | Resultaat | Prestatie          |
| Eventing                                           | Eventing    | Eventing  | Eventing           |
| -------------------------------------------------- | ----------- | --------- | ------------------ |
| Mark Darley                                        | individueel | 33e       | 415,66 strafpunten |
| Harry Freeman-Jackson                              | individueel | 27e       | 268,66 strafpunten |
| Ian Hume-Dudgeon                                   | individueel | 28e       | 269,20 strafpunten |
| Mark Darley Harry Freeman-Jackson Ian Hume-Dudgeon | team        | 14e       | 498,52 strafpunten |

### Schermen
| Olympiër         | Discipline | Resultaat | Prestatie                                                                          |
| ---------------- | ---------- | --------- | ---------------------------------------------------------------------------------- |
| George Carpenter | degen (m)  | 64e       | 1ste ronde groep 2: 8ste met 1 overwinning                                         |
| Patrick Duffy    | degen (m)  | 64e       | 1ste ronde groep 3: 7de met 1 overwinning                                          |
| Tom Kearney      | degen (m)  | 33e       | 1ste ronde groep 6: 4de met 3 overwinningen kwartfinale 5: 9de met 2 overwinningen |
| Patrick Duffy    | floret (m) | 43e       | 1ste ronde groep 4: 5de met 2 overwinningen                                        |
| Harry Thuillier  | floret (m) | 43e       | 1ste ronde groep 3: 5de met 2 overwinningen                                        |

### Worstelen
| Olympiër    | Discipline  | Resultaat   | Prestatie                                                |
| Vrije stijl | Vrije stijl | Vrije stijl | Vrije stijl                                              |
| ----------- | ----------- | ----------- | -------------------------------------------------------- |
| Jack Vard   | -67kg (m)   | 17e         | 1ste ronde: V van AUS Garrard 2de ronde: V van USA Evans |

### Zeilen
| Olympiër                  | Discipline  | Resultaat | Prestatie                          |
| ------------------------- | ----------- | --------- | ---------------------------------- |
| Alfred Fred Joseph Delany | finn klasse | 21e       | 2308 punten: (14-23-15-19-26-26-4) |

Argentinië · Australië · Bahama's · België · Bermuda · Birma · Brazilië · Brits-Guiana · Bulgarije · Canada · Ceylon · Chili · China · Cuba · Denemarken · Duitsland · Egypte · Filipijnen · Finland · Frankrijk · Goudkust · Griekenland · Groot-Brittannië · Guatemala · Hongarije · Hongkong · Ierland · IJsland · India · Indonesië · Iran · Israël · Italië · Jamaica · Japan · Joegoslavië · Libanon · Liechtenstein · Luxemburg · Mexico · Monaco · Nederland · Nederlandse Antillen · Nieuw-Zeeland · Nigeria · Noorwegen · Oostenrijk · Pakistan · Panama · Polen · Portugal · Puerto Rico · Roemenië · Saarland · Singapore ·  Sovjet-Unie · Spanje · Thailand · Trinidad en Tobago · Tsjecho-Slowakije · Turkije · Uruguay · Venezuela · Verenigde Staten · Vietnam · Zuid-Afrika · Zuid-Korea · Zweden · Zwitserland